# Volmari Iso-Hollo
Volmari Fritijof „Vomma“ Iso-Hollo (* 5. Januar 1907 in Ylöjärvi; † 23. Juni 1969 in Heinola) war ein finnischer Leichtathlet und zweifacher Olympiasieger im 3000-Meter-Hindernislauf.

## Biografie
Iso-Hollo war einer der letzten in einer Reihe von finnischen Langstreckenläufern, die wegen ihrer Überlegenheit zwischen den beiden Weltkriegen „fliegende Finnen“ genannt wurden. Er verbrachte seine Jugend in Kerava, wo sich Iso-Hollo im Skilanglauf, Kunstturnen und Boxen versuchte. Als er in die Armee eintrat, begann er mit dem Leichtathletiktraining. Er bestritt Rennen auf allen Mittel- und Langdistanzen, vom 400-Meter-Lauf bis zum Marathonlauf.
Bei den Olympischen Spielen 1932 in Los Angeles gewann Iso-Hollo seine erste Goldmedaille im 3000-Meter-Hindernislauf. Ein möglicher Weltrekord wurde verhindert, weil die Funktionäre sich in der Anzahl der gelaufenen Runden irrten. Der offizielle Rundenzähler schaute in die falsche Richtung, weil er lieber den Stabhochsprungwettbewerb der Zehnkämpfer mitverfolgen wollte. Als Iso-Hollo die letzte Runde erreicht hatte, vergaß der Funktionär, die Glocke zu läuten. Das gesamte Feld lief über eine Runde weiter, bis die Läufer schließlich nach 3460 Metern gestoppt wurden. Wenn alles korrekt abgelaufen wäre, hätte Iso-Hollo wohl den Weltrekord gebrochen. Einige Tage später gewann er im 10.000-Meter-Lauf die Silbermedaille.
1933 brach Iso-Hollo gleichwohl den Weltrekord im 3000-Meter-Hindernislauf und lief eine Zeit von 9:09,4 min. Bei den Olympischen Spielen 1936 in Berlin war er der Topfavorit. Das 3000-Meter-Hindernisrennen gewann Iso-Hollo mit neuem Weltrekord (9:03,8 min); die ersten drei hatten alle die alte Weltrekordzeit unterboten. Iso-Hollo trat auch über 10.000 Meter an und gewann eine Bronzemedaille.
Schon vor den Spielen von Berlin litt Iso-Hollo an Rheuma, setzte jedoch seine Karriere bis 1945 fort. Er starb im Alter von 62 Jahren. Ihm zu Ehren ist eine Statue auf dem Platz vor dem Bahnhof in Kerava aufgestellt, direkt neben einem nach ihm benannten Geschäftszentrum und es finden jährlich Leichtathletikwettkämpfe in seinem Namen in Kerava statt.